# Lijst van Eerste Kamerleden 1981-1983
Lijst van Eerste Kamerleden 1981-1983 geeft een overzicht van de leden van de Nederlandse Eerste Kamer in de periode tussen de verkiezingen van 1981 en de verkiezingen van 1983. De zittingsperiode van de Eerste Kamer ging in op 10 juni 1981 en eindigde op 13 september 1983. 
De Eerste Kamer telde 75 leden, gekozen door de leden van Provinciale Staten in de elf provincies. Eerste Kamerleden werden gekozen voor een termijn van zes jaar; om de drie jaar werd de helft van de Eerste Kamer vernieuwd.
| Naam                                            | politieke partij                        | KG  | begindatum        | einddatum         | refs   |
| ----------------------------------------------- | --------------------------------------- | --- | ----------------- | ----------------- | ------ |
| Hette Abma                                      | Staatkundig Gereformeerde Partij        | IV  | 10 juni 1981      | 13 september 1983 | [ 1 ]  |
| Jan Achterstraat                                | Christen-Democratisch Appèl             | III | 10 juni 1981      | 1 april 1983      | [ 2 ]  |
| Wil Albeda                                      | Christen-Democratisch Appèl             | II  | 30 juni 1981      | 13 september 1983 | [ 3 ]  |
| Hedy d'Ancona                                   | Partij van de Arbeid                    | III | 10 juni 1981      | 11 september 1981 | [ 4 ]  |
| Hedy d'Ancona                                   | Partij van de Arbeid                    | III | 31 augustus 1982  | 13 september 1983 | [ 4 ]  |
| Liesbeth Baarveld-Schlaman                      | Partij van de Arbeid                    | II  | 10 juni 1981      | 13 september 1983 | [ 5 ]  |
| Pit Bakker                                      | Partij van de Arbeid                    | III | 11 mei 1982       | 13 september 1983 | [ 6 ]  |
| Suzanne Bischoff van Heemskerck                 | Democraten 66                           | II  | 10 juni 1981      | 13 september 1983 | [ 7 ]  |
| Ton van Boven                                   | Volkspartij voor Vrijheid en Democratie | IV  | 30 november 1982  | 13 september 1983 | [ 8 ]  |
| Nico Buijsert                                   | Christen-Democratisch Appèl             | IV  | 10 juni 1981      | 13 september 1983 | [ 9 ]  |
| Piet Bukman                                     | Christen-Democratisch Appèl             | I   | 10 juni 1981      | 13 september 1983 | [ 10 ] |
| Jan Christiaanse                                | Christen-Democratisch Appèl             | IV  | 10 juni 1981      | 13 september 1983 | [ 11 ] |
| Clovis Cnoop Koopmans                           | Partij van de Arbeid                    | III | 10 november 1981  | 15 augustus 1982  | [ 12 ] |
| Louis van Dalen                                 | Christen-Democratisch Appèl             | II  | 10 juni 1981      | 13 september 1983 | [ 13 ] |
| Freek Derks                                     | Partij van de Arbeid                    | I   | 10 juni 1981      | 13 september 1983 | [ 14 ] |
| Ruud Eijsink                                    | Christen-Democratisch Appèl             | IV  | 10 juni 1981      | 13 september 1983 | [ 15 ] |
| Greet Ermen                                     | Partij van de Arbeid                    | I   | 10 juni 1981      | 13 september 1983 | [ 16 ] |
| Frans Feij                                      | Volkspartij voor Vrijheid en Democratie | I   | 10 juni 1981      | 13 september 1983 | [ 17 ] |
| Jo Franssen                                     | Christen-Democratisch Appèl             | I   | 10 juni 1981      | 13 september 1983 | [ 18 ] |
| Bas de Gaay Fortman                             | Politieke Partij Radikalen              | III | 10 juni 1981      | 13 september 1983 | [ 19 ] |
| Leendert Ginjaar                                | Volkspartij voor Vrijheid en Democratie | I   | 25 augustus 1981  | 13 september 1983 | [ 20 ] |
| Jan Glastra van Loon                            | Democraten 66                           | IV  | 10 juni 1981      | 13 september 1983 | [ 21 ] |
| Jacques Gooden                                  | Christen-Democratisch Appèl             | I   | 23 juni 1981      | 13 september 1983 | [ 22 ] |
| Berthe Groensmit-van der Kallen                 | Christen-Democratisch Appèl             | III | 10 juni 1981      | 13 september 1983 | [ 23 ] |
| Toos Grol-Overling                              | Christen-Democratisch Appèl             | II  | 26 januari 1982   | 13 september 1983 | [ 24 ] |
| Han Heijmans                                    | Volkspartij voor Vrijheid en Democratie | III | 22 juni 1982      | 13 september 1983 | [ 25 ] |
| Henk Heijne Makkreel                            | Volkspartij voor Vrijheid en Democratie | III | 10 juni 1981      | 13 september 1983 | [ 26 ] |
| Jean Hendriks                                   | Christen-Democratisch Appèl             | I   | 10 juni 1981      | 13 september 1983 | [ 27 ] |
| Arnold Hijmans                                  | Partij van de Arbeid                    | II  | 10 juni 1981      | 13 september 1983 | [ 28 ] |
| Bart Hofman                                     | Volkspartij voor Vrijheid en Democratie | II  | 21 september 1982 | 13 september 1983 | [ 29 ] |
| Frans de Jong                                   | Christen-Democratisch Appèl             | I   | 10 juni 1981      | 13 september 1983 | [ 30 ] |
| Ad Kaland                                       | Christen-Democratisch Appèl             | I   | 10 juni 1981      | 13 september 1983 | [ 31 ] |
| André Kloos                                     | Partij van de Arbeid                    | III | 10 juni 1981      | 1 mei 1982        | [ 32 ] |
| Frits Korthals Altes                            | Volkspartij voor Vrijheid en Democratie | IV  | 10 juni 1981      | 4 november 1982   | [ 33 ] |
| Roelof Kruisinga                                | Christen-Democratisch Appèl             | IV  | 10 juni 1981      | 13 september 1983 | [ 34 ] |
| Madeleen Leyten- de Wijkerslooth de Weerdesteyn | Christen-Democratisch Appèl             | I   | 10 juni 1981      | 13 september 1983 | [ 35 ] |
| Adri Maaskant                                   | Partij van de Arbeid                    | II  | 10 juni 1981      | 13 september 1983 | [ 36 ] |
| Nol Maassen                                     | Partij van de Arbeid                    | III | 29 september 1981 | 13 september 1983 | [ 37 ] |
| Ria Mastik-Sonneveldt                           | Partij van de Arbeid                    | IV  | 10 november 1981  | 13 september 1983 | [ 38 ] |
| Joke van der Meer                               | Partij van de Arbeid                    | IV  | 10 juni 1981      | 13 september 1983 | [ 39 ] |
| Frits von Meijenfeldt                           | Christen-Democratisch Appèl             | II  | 10 juni 1981      | 13 september 1983 | [ 40 ] |
| Jan Mijnsbergen                                 | Partij van de Arbeid                    | I   | 10 juni 1981      | 13 september 1983 | [ 41 ] |
| Jan Nagel                                       | Partij van de Arbeid                    | II  | 10 juni 1981      | 13 september 1983 | [ 42 ] |
| Wolter Netjes                                   | Christen-Democratisch Appèl             | II  | 10 juni 1981      | 13 september 1983 | [ 43 ] |
| Hans Oskamp                                     | Partij van de Arbeid                    | III | 10 juni 1981      | 13 september 1983 | [ 44 ] |
| Ruud Oudenhoven                                 | Christen-Democratisch Appèl             | II  | 10 juni 1981      | 16 januari 1982   | [ 45 ] |
| Arie Pais                                       | Volkspartij voor Vrijheid en Democratie | III | 25 augustus 1981  | 16 juni 1982      | [ 46 ] |
| Jan van der Ploeg                               | Partij van de Arbeid                    | IV  | 10 juni 1981      | 13 september 1983 | [ 47 ] |
| Bertus de Rijk                                  | Partij van de Arbeid                    | IV  | 10 juni 1981      | 13 september 1983 | [ 48 ] |
| Kees Rijnvos                                    | Christen-Democratisch Appèl             | II  | 10 juni 1981      | 13 september 1983 | [ 49 ] |
| Willem Russell                                  | Christen-Democratisch Appèl             | III | 10 juni 1981      | 13 september 1983 | [ 50 ] |
| Ger Schinck                                     | Partij van de Arbeid                    | I   | 10 juni 1981      | 13 september 1983 | [ 51 ] |
| Jan Simons                                      | Partij van de Arbeid                    | IV  | 23 juni 1981      | 13 september 1983 | [ 52 ] |
| Mieke Smeets-Janssen                            | Partij van de Arbeid                    | I   | 10 juni 1981      | 13 september 1983 | [ 53 ] |
| Rie van Soest-Jansbeken                         | Christen-Democratisch Appèl             | I   | 10 juni 1981      | 13 september 1983 | [ 54 ] |
| Bé Stam                                         | Partij van de Arbeid                    | II  | 10 juni 1981      | 13 september 1983 | [ 55 ] |
| Piet Steenkamp                                  | Christen-Democratisch Appèl             | I   | 10 juni 1981      | 13 september 1983 | [ 56 ] |
| Suzanne Steigenga-Kouwe                         | Partij van de Arbeid                    | III | 10 juni 1981      | 13 september 1983 | [ 57 ] |
| Saskia Stuiveling                               | Partij van de Arbeid                    | IV  | 10 juni 1981      | 11 september 1981 | [ 58 ] |
| Govert van Tets                                 | Volkspartij voor Vrijheid en Democratie | IV  | 30 juni 1981      | 13 september 1983 | [ 59 ] |
| Theo Thurlings                                  | Christen-Democratisch Appèl             | II  | 10 juni 1981      | 13 september 1983 | [ 60 ] |
| Marie-Louise Tiesinga-Autsema                   | Democraten 66                           | I   | 10 juni 1981      | 13 september 1983 | [ 61 ] |
| Pieter Tjeerdsma                                | Christen-Democratisch Appèl             | III | 10 juni 1981      | 13 september 1983 | [ 62 ] |
| Hommo Tonkes                                    | Partij van de Arbeid                    | IV  | 10 juni 1981      | 13 september 1983 | [ 63 ] |
| Nic Tummers                                     | Partij van de Arbeid                    | I   | 10 juni 1981      | 13 september 1983 | [ 64 ] |
| Frans Uijen                                     | Partij van de Arbeid                    | IV  | 10 juni 1981      | 13 september 1983 | [ 65 ] |
| Lies Uijterwaal-Cox                             | Christen-Democratisch Appèl             | I   | 10 juni 1981      | 13 september 1983 | [ 66 ] |
| Els Veder-Smit                                  | Volkspartij voor Vrijheid en Democratie | III | 25 augustus 1981  | 13 september 1983 | [ 67 ] |
| Tom Veen                                        | Volkspartij voor Vrijheid en Democratie | II  | 10 juni 1981      | 13 september 1983 | [ 68 ] |
| Adriaan van Veldhuizen                          | Partij van de Arbeid                    | II  | 10 juni 1981      | 13 september 1983 | [ 69 ] |
| Anne Vermeer                                    | Partij van de Arbeid                    | II  | 10 juni 1981      | 13 september 1983 | [ 70 ] |
| Jan Vis                                         | Democraten 66                           | III | 10 juni 1981      | 13 september 1983 | [ 71 ] |
| Leen Vleggeert                                  | Partij van de Arbeid                    | IV  | 10 juni 1981      | 13 september 1983 | [ 72 ] |
| Louise Vonhoff-Luijendijk                       | Volkspartij voor Vrijheid en Democratie | II  | 10 juni 1981      | 13 september 1983 | [ 73 ] |
| Klaas de Vries                                  | Christen-Democratisch Appèl             | III | 10 juni 1981      | 13 september 1983 | [ 74 ] |
| Henk Vrouwenvelder                              | Christen-Democratisch Appèl             | IV  | 10 juni 1981      | 13 september 1983 | [ 75 ] |
| Ans van der Werf-Terpstra                       | Christen-Democratisch Appèl             | II  | 10 juni 1981      | 13 september 1983 | [ 76 ] |
| Ym van der Werff                                | Volkspartij voor Vrijheid en Democratie | I   | 10 juni 1981      | 13 september 1983 | [ 77 ] |
| Jan-Kees Wiebenga                               | Volkspartij voor Vrijheid en Democratie | II  | 10 juni 1981      | 16 september 1982 | [ 78 ] |
| Kees IJmkers                                    | Communistische Partij Nederland         | III | 10 juni 1981      | 13 september 1983 | [ 79 ] |
| Willem van de Zandschulp                        | Partij van de Arbeid                    | I   | 10 juni 1981      | 13 september 1983 | [ 80 ] |
| Rinse Zijlstra                                  | Christen-Democratisch Appèl             | III | 12 april 1983     | 13 september 1983 | [ 81 ] |
| Jan Zoon                                        | Partij van de Arbeid                    | III | 10 juni 1981      | 13 september 1983 | [ 82 ] |
| Guus Zoutendijk                                 | Volkspartij voor Vrijheid en Democratie | IV  | 10 juni 1981      | 13 september 1983 | [ 83 ] |